# Inokuchi Akuri

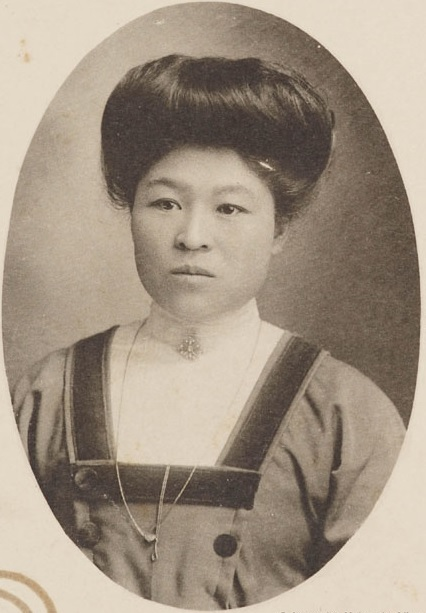
Akuri Inokuchi, 1912

Inokuchi Akuri (japanisch 井口 阿くり; geboren 12. Januar 1871 Akita Präfektur Akita; gestorben 26. März 1931 Präfektur Tokio) war eine japanische Pädagogin und Lehrerin für Leibesertüchtigung. Sie gilt zusammen mit Tokuyo Nikaidō als die „Mutter des Mädchen(schul)sports“ in Japan.

## Ausbildung

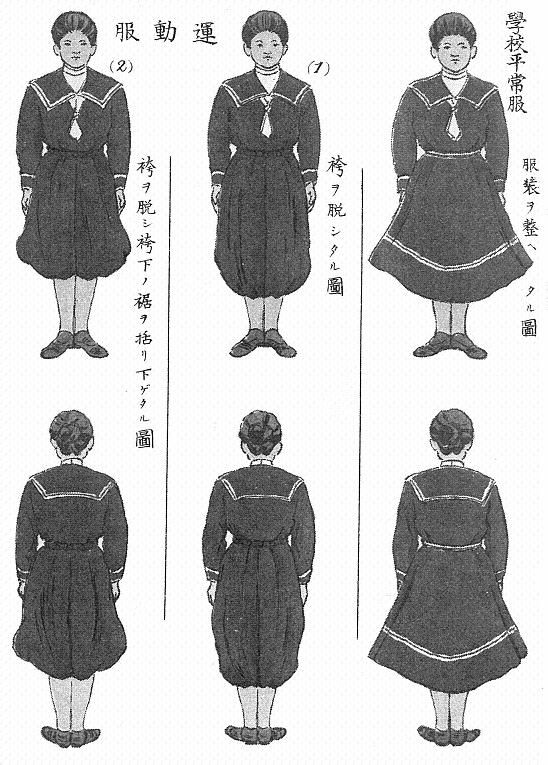
Von Akuri in ihrem Buch „Theorie und Praxis der Leibesertüchtigung“ (Taiiku no riron oyobi jissai) entworfene Alltags- (rechts) und Sportbekleidung (Mitte und links). Oberteil gestaltet wie ein Matrosenanzug; Unterteil sehr weit geschnittene und bis über die Knie reichende Bloomers

Akuri wurde 1871 als vierte Tochter von Tadasu und Mie in Kamenomachi in Kubota bei Akita geboren. Da sich die Eltern einen Jungen wünschten, gaben sie ihr nach der Geburt den männlichen Vornamen Aguri, in dem Aberglauben, dass das nächste Kind dann ein Junge sein würde. Akuri hatte schließlich neun Brüder.
Mit acht Jahren besuchte sie zunächst die Tanaka-Mädchenschule und setzte ihre Schulzeit dann in der Mädchenschule Kodama Gakuin fort. Vom 11. Lebensjahr an ging sie zur Mädchen-Normalschule Akita, die sie vier Jahre später abschloss. Im September 1885 wurde in Akita eine Bildungsanstalt für die höheren Klassenstufen geschaffen. Die Ausbildung für die mittleren und höheren Klassenstufen wurde daraufhin im März des Folgejahres zur Lehrerbildungsanstalt für Normalschulen zusammengefasst.
Um Lehrerin zu werden, besuchte Akuri mit 17 Jahren diese neu geschaffene Ausbildungsinstitution, die sie 1888 abschloss. Zusammen mit ihrer gleichaltrigen Klassenkameradin Chie Shigeki erhielt eine Ausnahmegenehmigung die Lehrer- und Lehrerinnenausbildungsanstalt für höhere Normalschulen ohne Eingangsprüfung zu besuchen. Noch während die beiden ihre Ausbildung absolvierten, wurde die Ausbildungsinstitution erneut reformiert und aus der Lehrerbildungsanstalt für höhere Normalschulen wurde eine Abteilung für Mädchen ausgegliedert. Nach ihrem Abschluss 1892 wurde Akuri Volksschullehrerin in der zur Bildungsanstalt gehörenden Grundschule, während Chie als Assistenzlehrerin an der Normalschule Akita arbeitete. Von 1886 bis 1893 war Akuri an der Mädchen-Oberschule, die zur Ausbildungsinstitution gehörte, als Aushilfslehrerin tätig. Aufgrund der Loyalität ihrer Familie zum Tennō während des Boshin-Krieges besaß sie einige Freiheiten und konnte an verschiedenen Schulen Gruppen von sieben- und achtjährigen Mädchen nach ihrer Wahl unterrichten.

## Reform des Bildungswesens

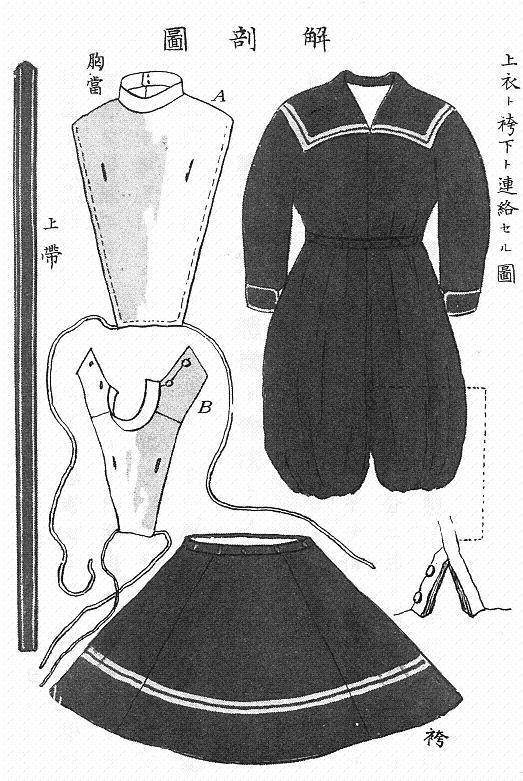
Von Akuri entworfene Sportbekleidung, 1906

1885 war Mori Arinori vom Kabinett Itō I zum ersten Kultusminister ernannt worden. Mori trieb die Reform des Bildungswesens rasch voran, um mit den führenden Nationalstaaten gleichzuziehen. Auf seiner Agenda an oberster Stelle standen die Einrichtung von Kaiserlichen Universitäten und ein gegliedertes Schulsystem. Zudem wurde der militärische Drill für Jungen in der Grund-, Mittel- und Normalschule eingeführt.
Zur Aufrechterhaltung der öffentlichen Sicherheit im Land, das von der „Bewegung für Bürgerrechte und Freiheit“ (自由民権運動, Jiyū Minken Undō) ergriffen wurde, gab Motoda Nagazane, Berater des Meiji-Tennō, auf kaiserlichen Wunsch die Richtung vor und legte entgegen der konfuzianischen Ausbildung, großen Wert auf die Leibesertüchtigung und machte damit militärische Stärke nach dem Vorbild des Deutschen Kaiserreiches zum politischen Ziel der Ausbildung. Im Unterschied zu den Jungs für die physische und mentale Stärke gewünscht waren, wurde um das Ausbildungssystem das Bildungsideal für Mädchen eine lebhafte Diskussion geführt, in der die schon veröffentlichten pädagogischen Theorien aus Europa und Amerika rezipiert und debattiert wurden.
Zudem wurden in ganz Japan christliche Schulen eingerichtet, die sich für die Ausbildung an Mittelschulen für Mädchen an Europa und Amerika orientierten. 1886 ließ Kultusminister Mori die „Mädchen-Oberschule Tokio“ (東京高等女学校) als neue, unabhängige und nationale Modellschule einrichten. An dieser Schule wurde der Unterricht so gestaltet, dass Fremdsprachen und Kunsterziehung als wichtiger Unterrichtsbestandteil betrachtet wurden und die Frauen hochrangiger Regierungsbeamter die Diplomatie im Rokumeikan, der in der Meiji-Regierung populären Verkörperung der Verwestlichung, übernehmen konnten. Die Verwestlichung hielt ebenfalls Einzug in die Ausbildungsinstitution für Lehrerinnen und wurde bis 1890 fortgesetzt. Dazu gehörten auch Tanzbälle und das Feiern des Weihnachtsfestes.

## Zeit als Pädagogin und Auslandsaufenthalt

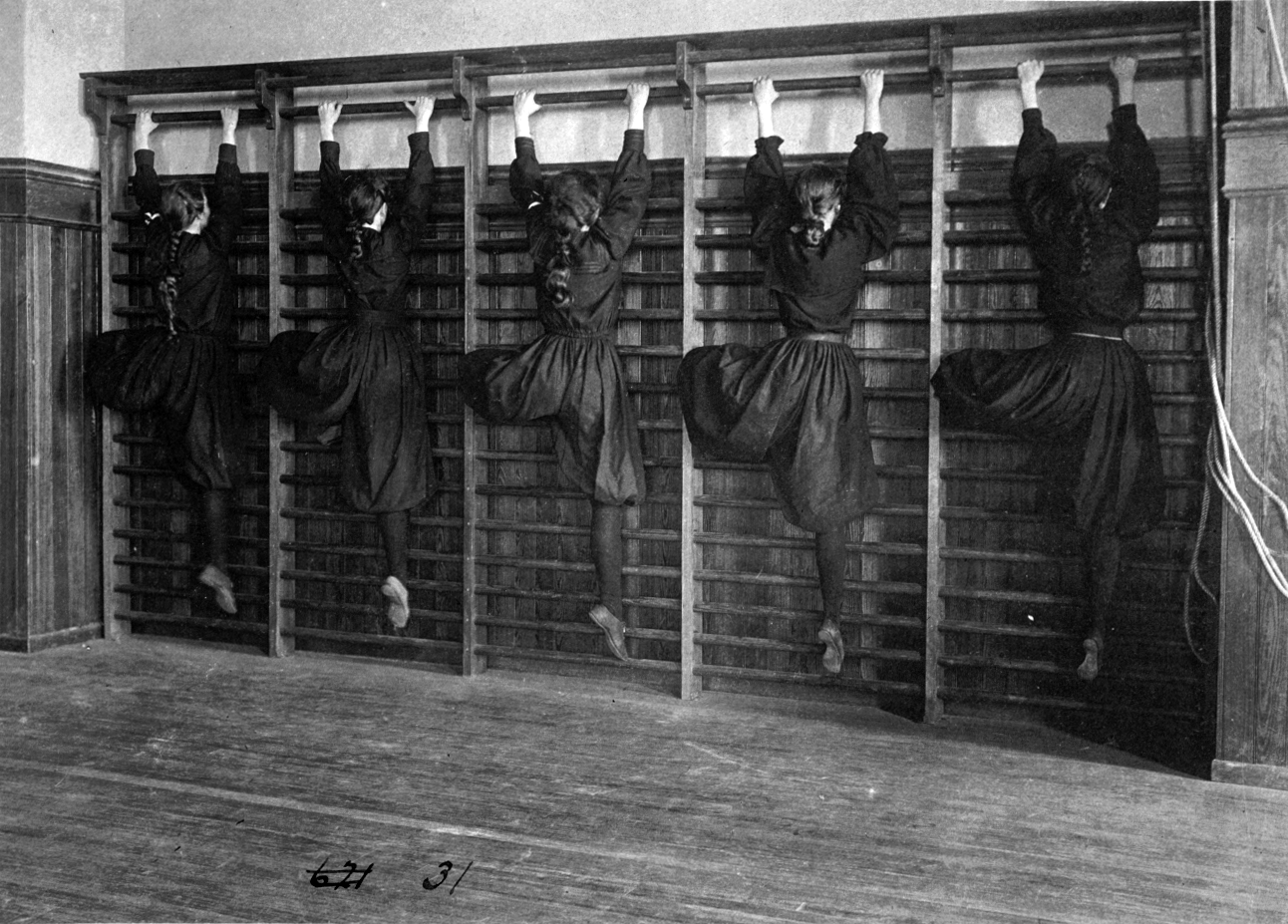
Mädchen mit Bloomers bei der Schweden-Gymnastik in Washington 1899

Nachdem in Yamaguchi die private Mōri-Mädchen-Oberschule eingerichtet wurde, bewarb sich Akuri 1897 beim Mōri-Klan um eine Stelle in der Lehrerinnenausbildungsanstalt. Nach einem Vorstellungsgespräche mit Marquis Inoue Kaoru, der den Mōri-Klan vertrat, wurde Akuri als stellvertretende Schulleiterin eingestellt, womit sie die Verantwortung über die 10 Lehrer der Ausbildungsinstitution und 30 weitere angehende Lehrerinnen erhielt.
Im Januar 1895 machte das Kultusministerium eine Aufforderung publik, eine Richtlinie (Curriculum) für die Verwaltung von Mittelschulen für Mädchen zu erarbeiten, die darlegt, wie Mädchen unterrichtet werden sollten. Da bis dahin nur die Kinder einflussreicher Personen sich an den privaten Konfessionsschulen und den Mädchenschulen für den Adel eine höhere Bildung erwerben konnten, konzentrierten sich die Politiker Hosokawa Junjirō und Saionji Kimmochi wie auch der Pfarrer Hasruse Jinzō und die Pädagogin Tsuda Umeko, die die Eröffnung einer Frauenuniversität vorbereiteten, auf eine allgemeine höhere Ausbildung für Mädchen. Zwischen dem staatlichen Standpunkt auf der einen Seite und dem der Bourgeoisie auf der anderen, waren es seinerzeit die Frauen, die sich um die Geburt und Erziehung der Kinder kümmerten und die Familie verteidigten, sodass es in den ländlichen Regionen noch großen Widerstand gab. Doch nach dem Ersten Japanisch-Chinesischen Krieg fruchtete die, in einer von Männern dominierten Gesellschaft mitgetragene, politisch Devise „gute Ehefrau und kluge Mutter“ (良妻賢母, Ryōsai kembo) für die höhere Mädchenbildung.
Die Mōri-Mädchen-Oberschule, an der Akuri angestellt war, machte genau diese Devise zum Schulmotto. 1875 wollte der Erzieher Takamine Hideo, dass Izawa Shūji und der Musikpädagoge Kōzu Senzaburō als erste Auslandsstudenten des Kultusministeriums nach Amerika fuhren, um die die Unterrichtsmethoden Pestalozzis zu erlernen. Außerdem wollte er an Leibesertüchtigung interessierte und für den Mädchensport an höheren Mädchenschulen geeignete Lehrkräfte, wofür Akuri vom Kultusministerium vorgesehen war. 1899 wurde Akuri dann für drei Jahre zum Studium der Pädagogik nach Amerika beordert. Im September 1899 besuchte Akuri das Smith College in Northampton Massachusetts, wo sie sich mit Physiologie und Sport befasste. Am Smith College arbeitete Akuri mit der Pionierin Senda Berenson Abbott, die sie im September des Folgejahres zur Boston Normal School of Gymnastics, schickte.
Akuri befasste sich in Boston zwei Jahre lang mit Leibesertüchtigung, Sportmedizin, Bewegungslehre, Tanz und Spiel und ein Jahr lang mit Anatomie, Biologie, den praktischen Methoden der Leibesertüchtigung, Psychologie und Pädagogik. Sie lernte Tanz direkt vom Tanzlehrer und Pionier Melvin Ballou Gilbert und brachte diese Form des ästhetischen Tanzes als Erste mit nach Japan. Zudem brachte Akuri die Kompositionen „Faust“ und die „Polka Series“ mit, die von Tokuyo Nikaidō und Hiro Miura weiterverwendet wurden. Von den Sportspielen brachte Akuri Basketball mit den, von Berenson für Mädchen modifizierten Regeln, erstmals nach Japan. Im Juli 1902 nahm Akuri an einer Summer School der Harvard University zu Sportspielen unter der Leitung von Dudley Allen Sargent teil. Von September bis November bereiste Akuri die Metropolen an der Ostküste Amerikas un besuchte bei dieser Gelegenheit Noguchi Hideyo in Philadelphia. Danach bereiste sie Europa und kehrte im Februar 1903 nach Japan zurück.

## Akuris Vorschläge zur Leibesertüchtigung
Erwartet wurde Akuri von Takamine Hideo, der nach ihrer Rückkehr nach Japan einen Fachkurs für Leibesertüchtigung in japanischer Sprache einrichtete und Akuri zur Ausbilderin berief. Dazu wurde im März 1903 die „Kaiserliche Gesellschaft für Leibesertüchtigung“ (帝国教育会, Teikoku kyōikukai), vor der Akuri Vorträge „Über die Leibesertüchtigung von Mädchen“ hielt. Der Inhalt ihrer Vorträge wurde im Amtsblatt für Erziehung  (教育公報) veröffentlicht. Sie umfassten die folgenden Vorschläge Akuris:
1. Die Förderung des Mädchensports ist im japanischen Erziehungswesen zu stärken.
2. Das wahre Ziel der Erziehung ist es, beides, Körper und Geist zu entwickeln.
3. In der Leibeserziehung sollten Gymnastik und Spiel hauptsächlich unter der Kontrolle der Schule, Hygiene, Kleidung, Nahrung und Wohnung[Anm. 3] hauptsächlich unter der Kontrolle der Familie sein. Wichtig ist eine gegenseitige Kooperation zwischen Schule und Familie.
4. Die Art der Gymnastik muss bei der Auswahl des Gymnastiklehrers besser berücksichtigt werden, ebenso die Fähigkeit eines Lehrers in Kontakt mit den Schülern zu treten.
5. Mädchen sollten keine Sonderbehandlung erhalten.
6. Die Ausstattung der Sportstätten muss verbessert werden.
7. Die Bekleidung muss verbessert werden (wünschenswert sind enge Ärmel).
8. Kooperation und Verständnis der Familie für Mädchensport (Essen muss unter den alltäglichen Dingen des Lebensunterhalts als wichtig betrachtet werden. Schule und Familie sollten sich über die physische Entwicklung des Kindes austauschen.)
9. Lehrerinnen sollten ermuntert werden Schülerinnen zu unterrichten, um Japan zu einer glänzenden Nation zu machen.

Außerdem veröffentlichte Akuri im Mai 1903 in der Ausgabe Nr. 142 der Zeitschrift Kyōiku (体育, „Erziehung“) unter dem Titel „Gedanken zur Leibesertüchtigung und zur Leibesertüchtigung amerikanischer Frauen“ einen Sachstandsbericht zur Erziehung in Amerika. Darin stellt sie fest, dass 1. in Amerika Mädchen wie Jungen von der Grundschule bis zu den Oberschulen den gleichen Unterricht in allgemeiner Gymnastik, militärischem Drill, Geräteturnen etc. erhalten. 2. Für die Leibesertüchtigung japanischer Mädchen sind zwar Ausdrucksgymnastik, Singspiele und Rundtänze zu befördern, doch schlussendlich sollte die körperliche Ertüchtigung im Mittelpunkt stehen. 3. Gymnastik sollte nicht nur als rein körperliches Training betrachtet werden, sondern durch das Training von Ausdauer, Fleiß und Aufgewecktheit auch einen Beitrag zur moralischen Erziehung beitragen.
An dem zweijährigen Fachkurs nahmen 21 Schülerinnen teil, wodurch die Ausbildung von Sportlehrerinnen in Japan konkret begann und in die Praxis umgesetzt wurde. In acht Jahre schlossen 88 Lehrerinnen den Fachkurs bei Akuri erfolgreich ab.

## Pensionierung
1909 unterwies Akuri zwei kaiserliche Prinzessinnen des Kaiserlichen Hofministeriums in Gymnastik. Im Februar des gleichen Jahres kehrte Nagai Dōmei von seinem Auslandsaufenthalt nach Japan zurück und wurde Ausbilder an der höheren Lehrerinnenbildungsanstalt. Daraufhin geriet die von Akuri unterrichtete amerikanische Gymnastik gegenüber der brandneuen schwedischen Gymnastik, die Nagai mitgebracht hatte, ins Hintertreffen. Akuri beendet ihre Arbeit an der Lehrerinnenbildungsanstalt und ging im Juli 1911 in Pension. Ihre Nachfolgerin wurde Tokuyo Nikaidō.
Kurz darauf heiratete sie mit 41 Jahren den 9 Jahre jüngeren Fujita Sekizō, den sie als Zuschauerin bei einem Tennisspiel kennengelernt hatte. Noch im September reiste sie mit Sekizō arbeitsbedingt nach San Francisco, wo die beiden zwei Jahre zubrachten. 1914 gingen beide nach Taiwan, wo Sekizō in einer Bank und Akuri  unterdessen als stellvertretende Schulleiterin an der „Blessed Lady's High School“ (私立天主教天主教静修女子中学), einer katholischen Privatschule in Taipeh arbeitete. 1920 kehrten die beiden nach Japan zurück und Akuri war ein halbes Jahr lang als Lehrerin an der Meiji-Grundschule in Tokio tätig. 1922 folgte sie einer Anfrage des Direktors der Mitsui-Handelgesellschaft und ging als Privatlehrerin nach London, um dessen Tochter zu unterrichten. Im Oktober 1924 kehrte sie nach Japan zurück und wurde von April 1925 an Schulleiterin an eine Mädchen-Oberschule in Tokio. Akuri starb am 26. März 1931, als sie von der Schule nach Hause kam im Alter von 60 Jahren an einer Gehirnblutung. Ihr Mann Sekizō starb 1946 im Alter von 67 Jahren.